# Киенес
Киѐнес (на италиански: Chienes; на немски: Kiens, Кинс) е малко градче и община в Северна Италия, автономна провинция Южен Тирол, автономен регион Трентино-Южен Тирол. Разположено е на 784 m надморска височина. Населението на общината е 2771 души (към 2013 г.).

## Език
Официални общински езици са и италианският и немският. Най-голямата част от населението говори немски. В общината се говори и други романски език, ладинският.
| %     | Роден език      |
| 2,32  | Италиански език |
| 96,73 | Немски език     |
| 0,95  | Ладински език   |